# Hebbylu, Hosanagara
Hebbylu là một làng thuộc tehsil Hosanagara, huyện Shimoga, bang Karnataka, Ấn Độ.